# Oceania Sevens 2008
El Oceania Sevens de 2008 fue la primera edición del torneo de rugby 7 de Oceanía. El torneo entregó dos plazas para la Copa del Mundo de Rugby 7 de 2009.
Se disputó del 25 al 26 de julio en el Apia Park de la ciudad de Apia, Samoa.

## Fase de grupos

### Grupo A
| Equipo             | Encuentros | Encuentros | Encuentros | Encuentros | Tantos  | Tantos    | Tantos     | Puntos |
| Equipo             | jugados    | ganados    | empatados  | perdidos   | a favor | en contra | diferencia | Puntos |
| ------------------ | ---------- | ---------- | ---------- | ---------- | ------- | --------- | ---------- | ------ |
| Samoa              | 3          | 3          | 0          | 0          | 152     | 12        | +140       | 9      |
| Niue               | 3          | 2          | 0          | 1          | 41      | 69        | -28        | 7      |
| Papúa Nueva Guinea | 3          | 1          | 0          | 2          | 50      | 62        | -12        | 5      |
| Islas Salomón      | 3          | 0          | 0          | 3          | 17      | 117       | –100       | 3      |

### Grupo B
| Equipo     | Encuentros | Encuentros | Encuentros | Encuentros | Tantos  | Tantos    | Tantos     | Puntos |
| Equipo     | jugados    | ganados    | empatados  | perdidos   | a favor | en contra | diferencia | Puntos |
| ---------- | ---------- | ---------- | ---------- | ---------- | ------- | --------- | ---------- | ------ |
| Tonga      | 3          | 3          | 0          | 0          | 87      | 12        | +75        | 9      |
| Islas Cook | 3          | 2          | 0          | 1          | 81      | 34        | +47        | 7      |
| Vanuatu    | 3          | 1          | 0          | 2          | 32      | 84        | -52        | 5      |
| Tahití     | 3          | 0          | 0          | 3          | 19      | 89        | –70        | 3      |

### Etapa eliminatoria

#### Copa de plata
|  | Semifinal          | Semifinal          | Semifinal     |               |                    | 5° puesto          | 5° puesto | 5° puesto |  |
|  |                    |                    |               |               |                    |                    |           |           |  |
|  |                    |                    |               |               |                    |                    |           |           |  |
|  | Tahití             | Tahití             | 7             |               |                    |                    |           |           |  |
|  | Tahití             | Tahití             | 7             |               |                    |                    |           |           |  |
|  | Papúa Nueva Guinea | Papúa Nueva Guinea | 31            |               |                    |                    |           |           |  |
|  | Papúa Nueva Guinea | Papúa Nueva Guinea | 31            |               | Papúa Nueva Guinea | Papúa Nueva Guinea | 19        |           |  |
|  |                    |                    |               |               | Papúa Nueva Guinea | Papúa Nueva Guinea | 19        |           |  |
|  |                    |                    | Islas Salomón | Islas Salomón | 12                 |                    |           |           |  |
|  | Vanuatu            | Vanuatu            | Islas Salomón | Islas Salomón | 12                 | 14                 |           |           |  |
|  | Vanuatu            | Vanuatu            |               |               |                    | 14                 |           |           |  |
|  | Islas Salomón      | Islas Salomón      | 22            |               |                    | 7° puesto          | 7° puesto | 7° puesto |  |
|  | Islas Salomón      | Islas Salomón      | 22            |               |                    | 7° puesto          | 7° puesto | 7° puesto |  |
|  |                    |                    |               |               |                    |                    |           |           |  |
|  |                    |                    |               |               |                    | Tahití             | Tahití    | 0         |  |
|  |                    |                    |               |               |                    | Tahití             | Tahití    | 0         |  |
|  |                    |                    |               |               |                    | Vanuatu            | Vanuatu   | 24        |  |
|  |                    |                    |               |               |                    | Vanuatu            | Vanuatu   | 24        |  |
|  |                    |                    |               |               |                    |                    |           |           |  |

#### Copa de oro
|  | Semifinal  | Semifinal  | Semifinal |       |       | Final      | Final      | Final     |  |
|  |            |            |           |       |       |            |            |           |  |
|  |            |            |           |       |       |            |            |           |  |
|  | Islas Cook | Islas Cook | 0         |       |       |            |            |           |  |
|  | Islas Cook | Islas Cook | 0         |       |       |            |            |           |  |
|  | Samoa      | Samoa      | 34        |       |       |            |            |           |  |
|  | Samoa      | Samoa      | 34        |       | Samoa | Samoa      | 52         |           |  |
|  |            |            |           |       | Samoa | Samoa      | 52         |           |  |
|  |            |            | Tonga     | Tonga | 0     |            |            |           |  |
|  | Niue       | Niue       | Tonga     | Tonga | 0     | 5          |            |           |  |
|  | Niue       | Niue       |           |       |       | 5          |            |           |  |
|  | Tonga      | Tonga      | 27        |       |       | 3° puesto  | 3° puesto  | 3° puesto |  |
|  | Tonga      | Tonga      | 27        |       |       | 3° puesto  | 3° puesto  | 3° puesto |  |
|  |            |            |           |       |       |            |            |           |  |
|  |            |            |           |       |       | Islas Cook | Islas Cook | 33        |  |
|  |            |            |           |       |       | Islas Cook | Islas Cook | 33        |  |
|  |            |            |           |       |       | Niue       | Niue       | 15        |  |
|  |            |            |           |       |       | Niue       | Niue       | 15        |  |
|  |            |            |           |       |       |            |            |           |  |

| Bandera de Samoa |
| Campeón Samoa    |
| 1.er título      |